# Museu Rodin Bahia
O Museu Rodin Bahia é um museu baiano localizado no bairro soteropolitano da Graça, sediado no Palacete do Comendador Bernardo Martins Catharino. O primeiro e o segundo piso do museu são dedicados às coleções do escultor francês Auguste Rodin.
O museu foi instalado nas dependências do Palacete Comendador Bernardo Martins Catharino, também chamado de Palacete Comendador Catharino e Palacete Martins Catharino, em Salvador. O responsável pela idealização do museu é o artista plástico baiano Emanoel Araújo, coordenador das exposições Rodin e ex-diretor da Pinacoteca de São Paulo, numa parceria com o diretor do Museu Rodin Paris Jacques Vilain. O museu fortaleceu os laços artísticos e culturais entre a França e a Bahia e tornou-se um dos três grandes vetores das artes plásticas na Bahia, ao lado do MAB e do MAM-BA.
O desenho arquitetônico para o restauro do palacete para abrigar o museu foi dos arquitetos Marcelo Ferraz e Francisco Fanucci.

## Acervo

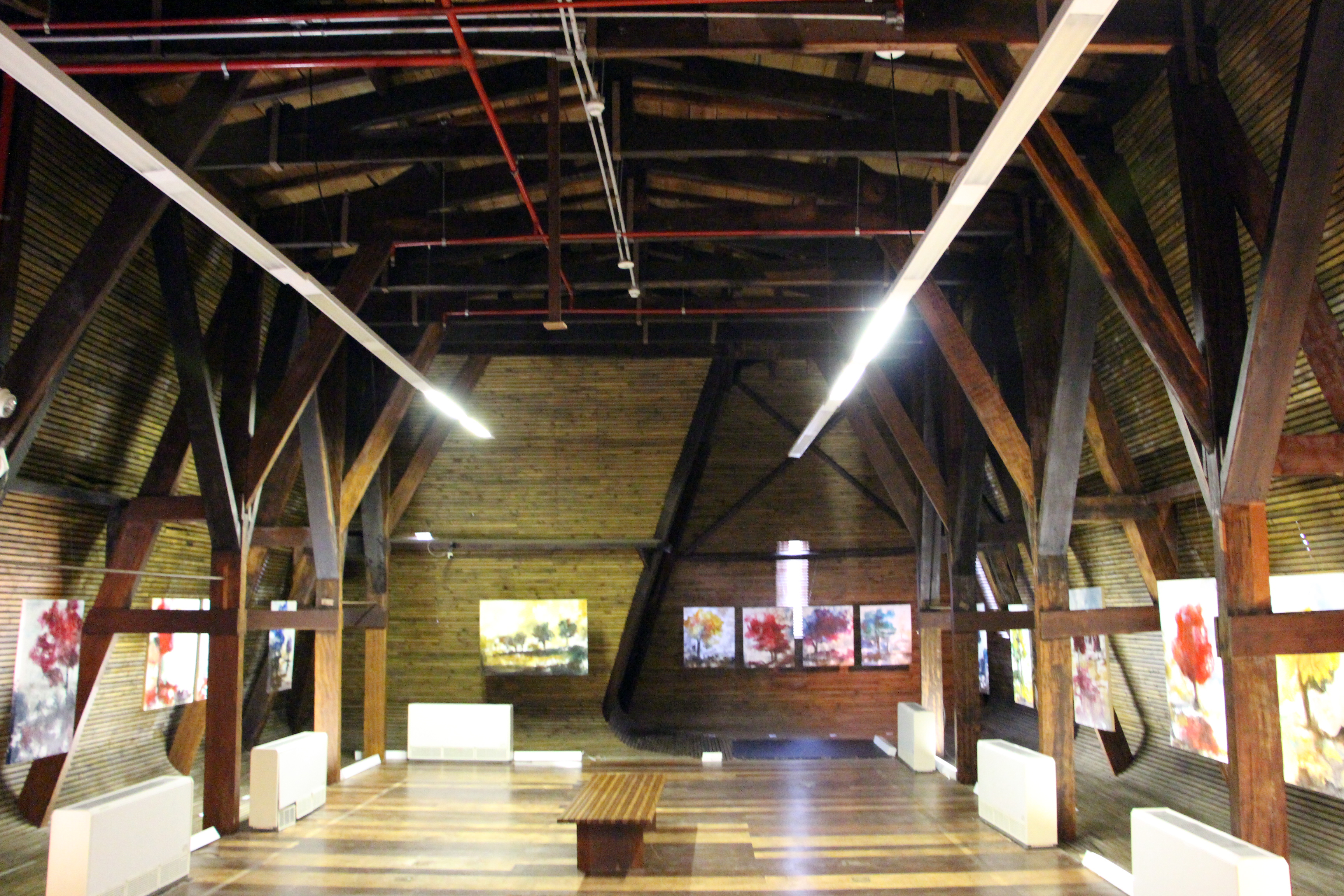
O Palacete das Artes, sottotetto

Logo no início, o museu comprou quatro obras em bronze do museu Rodin francês ao preço de R$ 3,30 milhões. "O Homem que Anda sobre a Coluna", "Jean de Fiènnes Nu", "A Mártir" e "Torso de Sombra" são elas e ficaram dispostas no jardim do Palácio.
Além deles, o museu receberá 62 obras em regime de comodato com o Museu Rodin de Paris até julho deste ano (2009). A negociação foi iniciada em 2007 mas só foi concluída neste ano, em razão da necessidade de ser reiniciada com a mudança de governo na França]. Elas estão expostas nos suntuosos salões do palacete.
O museu também abriga exposições temporárias, tal como a A Pele dos Filhos de Gea, uma mostra de 50 fotografias e quatro esculturas das espanholas Isabel Muñoz e Maribel Doménech que passou pelo museu em agosto de 2007.